# Perianthosuta cannabinella
Perianthosuta cannabinella är en fjärilsart som beskrevs av Adolphe Jacques Louis Doumerc 1860. Perianthosuta cannabinella ingår i släktet Perianthosuta och familjen säckspinnare. Inga underarter finns listade i Catalogue of Life.